# Charles Ashton
Pour les articles homonymes, voir Ashton.
Charles Ashton (4 septembre 1848 - 13 octobre 1899) est un historien, écrivain et bibliophile gallois, né à Llawr-y-glyn, Montgomeryshire (Powys).

## Biographie
Policier de profession, Ashton est principalement connu pour ses études approfondies de la littérature galloise du XVIIe au XIXe siècle, Hanes Llenyddiaeth Gymreig o 1651 hyd 1850, publié en 1893. Ashton s'est suicidé après avoir attaqué sa femme avec une lame de rasoir en 1899.

## Œuvre
- Bywyd ac Amserau an Esgob Morgan (1891)
- Gweithiau Iolo Goch (1896)
- Hanes Llenyddiaeth Gymreig 1650-1850 (1893)
- Llyfryddiaeth y 19eg Ganrif (1908)